# Bretocino
Bretocino – gmina w Hiszpanii, w prowincji Zamora, w Kastylii i León, o powierzchni 12,93 km². W 2011 roku gmina liczyła 253 mieszkańców.